# Duas Caras (trilha sonora)
A música da telenovela brasileira Duas Caras teve três álbuns lançados pela Som Livre contendo parte da trilha incidental da produção.

## Álbuns

### Nacional
Capa: Lázaro Ramos
1. "Tá Perdoado" - Maria Rita (tema de Maria Eva)
2. "Trabalhador" - Seu Jorge (tema de Juvenal)
3. "Delírio dos Mortais" - Djavan (tema de Locação: Rio de Janeiro)
4. "Oração ao Tempo" - Caetano Veloso (tema de Maria Paula)
5. "E Vamos à Luta" - Gonzaguinha (tema de abertura)
6. "Canto de Oxum" - Maria Bethânia (tema de Mãe Setembrina)
7. "Ela Une Todas as Coisas" - Jorge Vercilo (tema romântico geral)
8. "Geraldinos e Arquibaldos" - Chicas (tema dos moradores da Portelinha)
9. "Negro Gato" - MC Leozinho (tema de Evilásio)
10. "Be Myself" - Charlie Brown Jr. (tema de Ferraço)
11. "Ternura" - Isabella Taviani (tema de Célia Mara)
12. "Toda Vez que Eu Digo Adeus" - Cássia Eller (tema de Sílvia)
13. "Você não Entende Nada" - Celso Fonseca (tema de Dália)
14. "Folhetim" - Luiza Possi (tema de Alzira)
15. "Coisas que Eu Sei" - Danni Carlos (tema de Júlia)
16. "Quem Toma Conta de Mim" - Paula Toller (tema romântico geral)
17. "Recomeçar" - Aline Barros (tema do núcleo Evangélicos)
18. "Call Me" (Instrumental) - Victor Pozas
19. "The Look of Love" (Instrumental) (de Casino Royale) - Victor Pozas

e ainda
- "Amores Cruzados" - K-SIS

### Internacional
Capa: Flávia Alessandra
1. "No One" - Alicia Keys
2. "Let Me Out" - Ben's Brother (tema romântico geral)
3. "Same Mistake" - James Blunt (tema de Maria Paula e Ferraço)
4. "Scared" - Tiago Iorc (tema de Sílvia e Ferraço)
5. "Lost Without U" - Robin Thicke (tema de Sílvia)
6. "Kiss Kiss" - Chris Brown feat. T-Pain (tema de Gislaine e Zidane)
7. "So Much For You" - Ashley Tisdale (tema de Ramona)
8. "Gimme More" - Britney Spears (tema de Locação: Rio de Janeiro)
9. "2 Hearts" - Kylie Minogue (tema de Débora)
10. "How Deep Is Your Love" - The Bird and The Bee (tema de Dália e Bernardinho)
11. "You Are So Beautiful" - Ivo Pessoa (tema de Júlia e Evilásio)
12. "I'm All Right" - Madeleine Peyroux (tema de Branca)
13. "The Look of Love" (From Casino Royale) - Diana Krall (tema de Célia Mara)
14. "Yesterday" - The Liverpool Kids (tema de Gioconda e Barreto)
15. "All She Wants (O Xote das Meninas)" - Marina Elali part. Dominguinhos (tema de Solange e Cláudius)
16. "You, my Love" - Double You (tema de Clarissa e Duda)

### Instrumental
Capa: logotipo da novela
1. "Tema de Maria Paula"
2. "E Vamos à Luta"
3. "Tá Perdoado"
4. "Tema de Claudius"
5. "Coisas que eu Sei"
6. "O Trem Parte"
7. "Delírio dos Mortais"
8. "Oração ao Tempo"
9. "A Obra"
10. "Geraldinos e Arquibaldos"
11. "A Descoberta"
12. "Tema de Hermógenes, Adalberto e Marconi"
13. "Folhetim"
14. "A Espera"
15. "Vida Alegre"
16. "Pot-Pourri: Sambas da Portelinha" (Bônus Track)